# Talligheid
Talligheid verwijst naar het aantal samenstellende delen in een afzonderlijke krans van een plant. De term wordt het meest gebruikt in de context van een bloem waar het verwijst naar het aantal kelkbladen in een krans van de kelk, het aantal bloembladen in een krans van de bloemkroon, het aantal meeldraden in een krans van het androecium, of het aantal vruchtbladen in een krans van het gynoecium. De term kan ook worden gebruikt om te verwijzen naar het aantal blaadjes van een samengesteld blad en naar het aantal bladeren bij een bladkrans.
|              | Zelfstandig naamwoord | Bijvoeglijk naamwoord            |
| ------------ | --------------------- | -------------------------------- |
| 2 delen      | dimerie               | dimeer, tweetallig, 2-tallig     |
| 3 delen      | trimerie              | trimeer, drietallig, 3-tallig    |
| 4 delen      | tetramerie            | tetrameer, virtaallig, 4-tallig  |
| 5 delen      | pentamerie            | pentameer, vijftallig, 5-tallig  |
| 6 delen      | hexamerie             | hexameer, zestallig, 6-tallig    |
| 7 delen      | heptamerie            | heptameer, zeventallig, 7-tallig |
| 8 delen      | octamerie             | octameer, achttallig, 8-tallig   |
| 9 delen      | novemmerie            | novemmeer, negentallig, 9-tallig |
| veel delen   | polymerie             | polymeer, veeltallig             |
| weinig delen | oligomerie            | oligomeer, weinigtallig          |

In de natuur komen vijf of drie delen per krans het vaakst voor, maar vier of twee delen per krans zijn niet ongewoon. Twee opeenvolgende kransen van dimere bloembladen worden vaak verward met tetramere bloembladen.
Als alle kransen in een bloem dezelfde talliheid hebben, wordt gezegd dat de bloem isomeer is, anders is de bloem anisomeer.Trillium is bijvoorbeeld isomeer omdat alle kransen trimeer zijn (één krans van drie kelkblaadjes, nul of één krans van drie bloembladen, twee kransen van elk drie meeldraden en één krans van drie vruchtbladen). Trillium heeft ook één krans van drie bladeren.
|                 | Zelfstandig naamwoord | Bijvoeglijk naamwoord |
| --------------- | --------------------- | --------------------- |
| gelijke delen   | isomerie              | isomeer               |
| ongelijke delen | anisomerie            | anisomeer             |

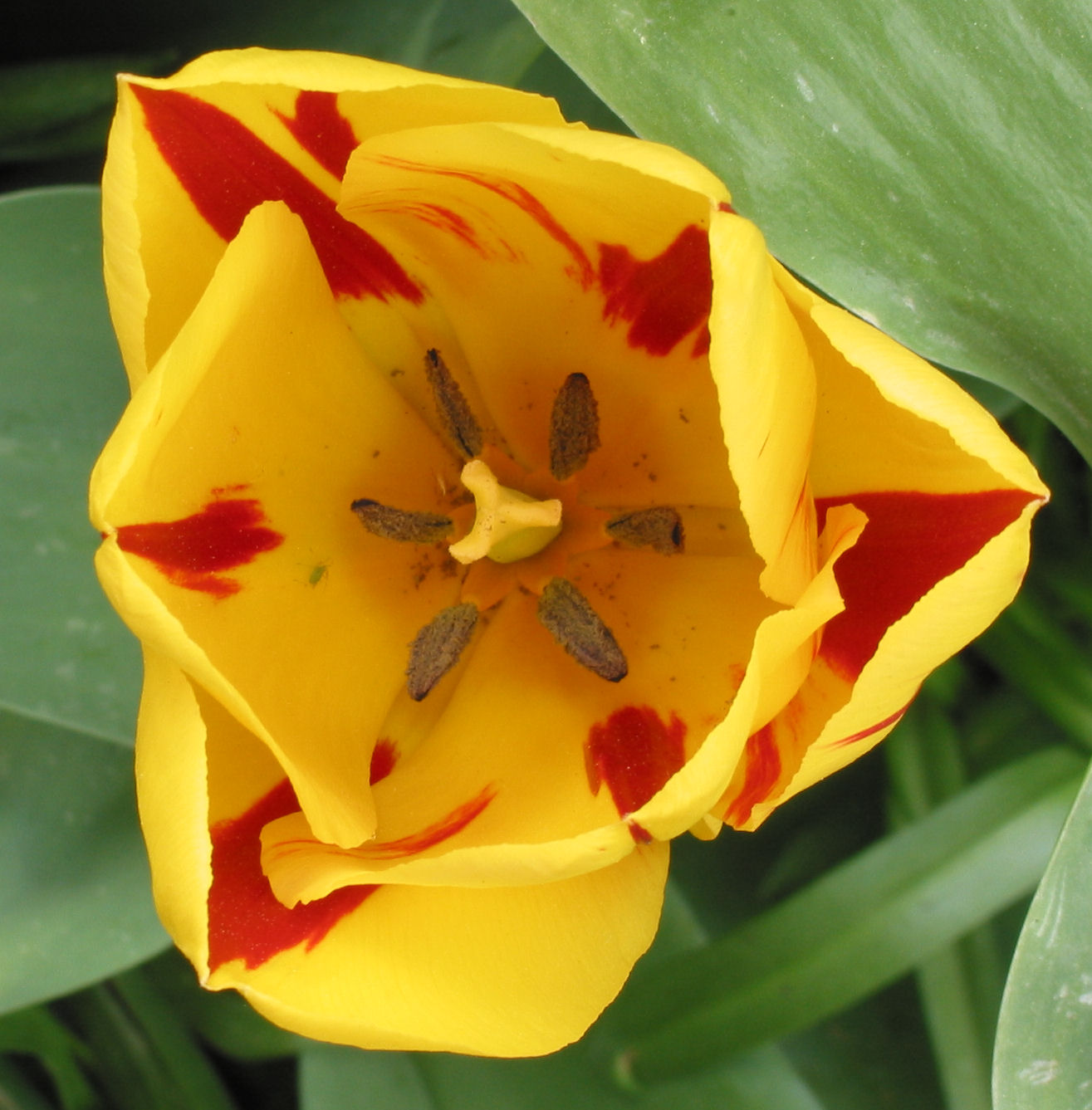
Trimere bloem van een tulp
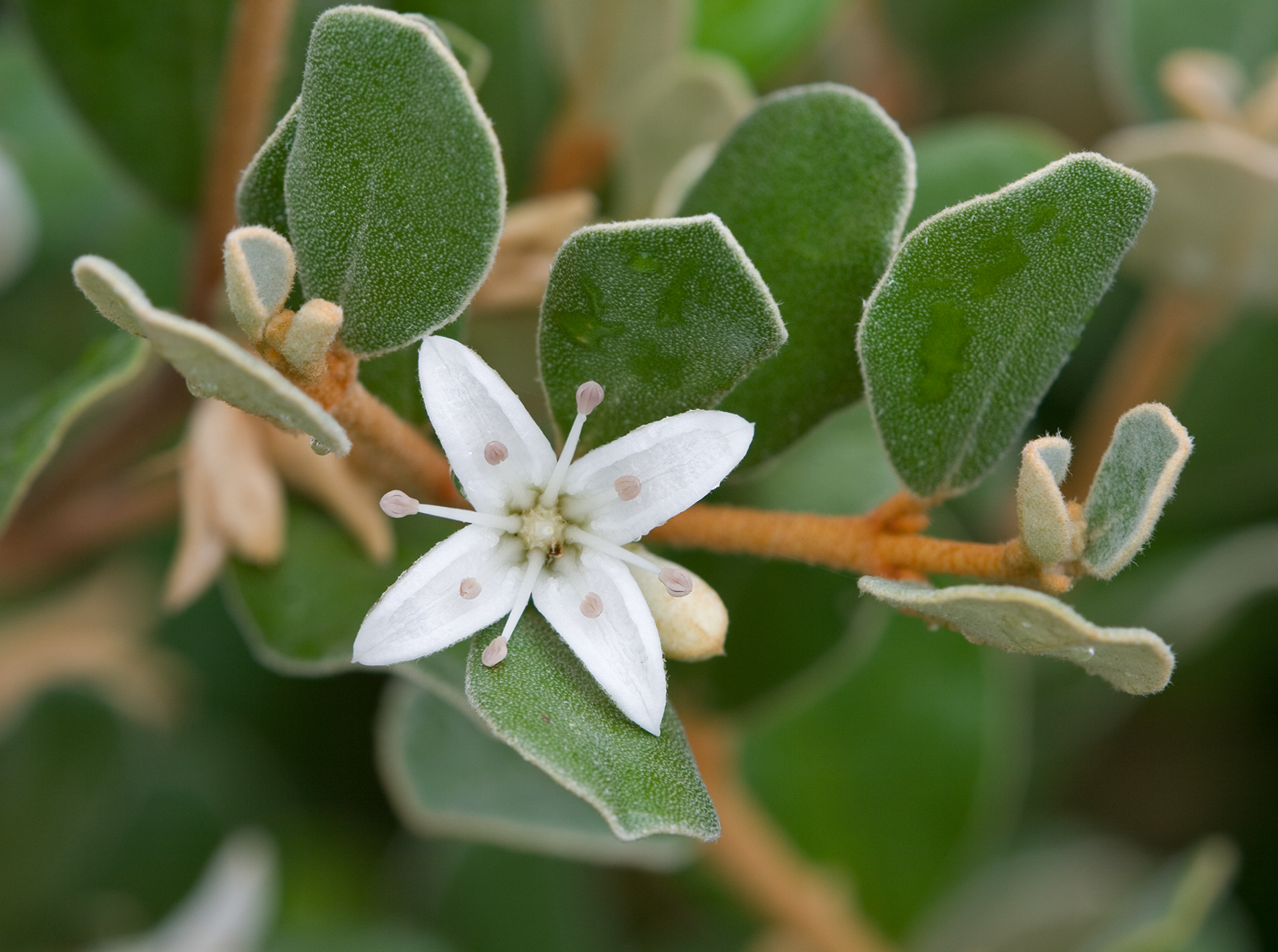
Tetramere bloem van Correa alba
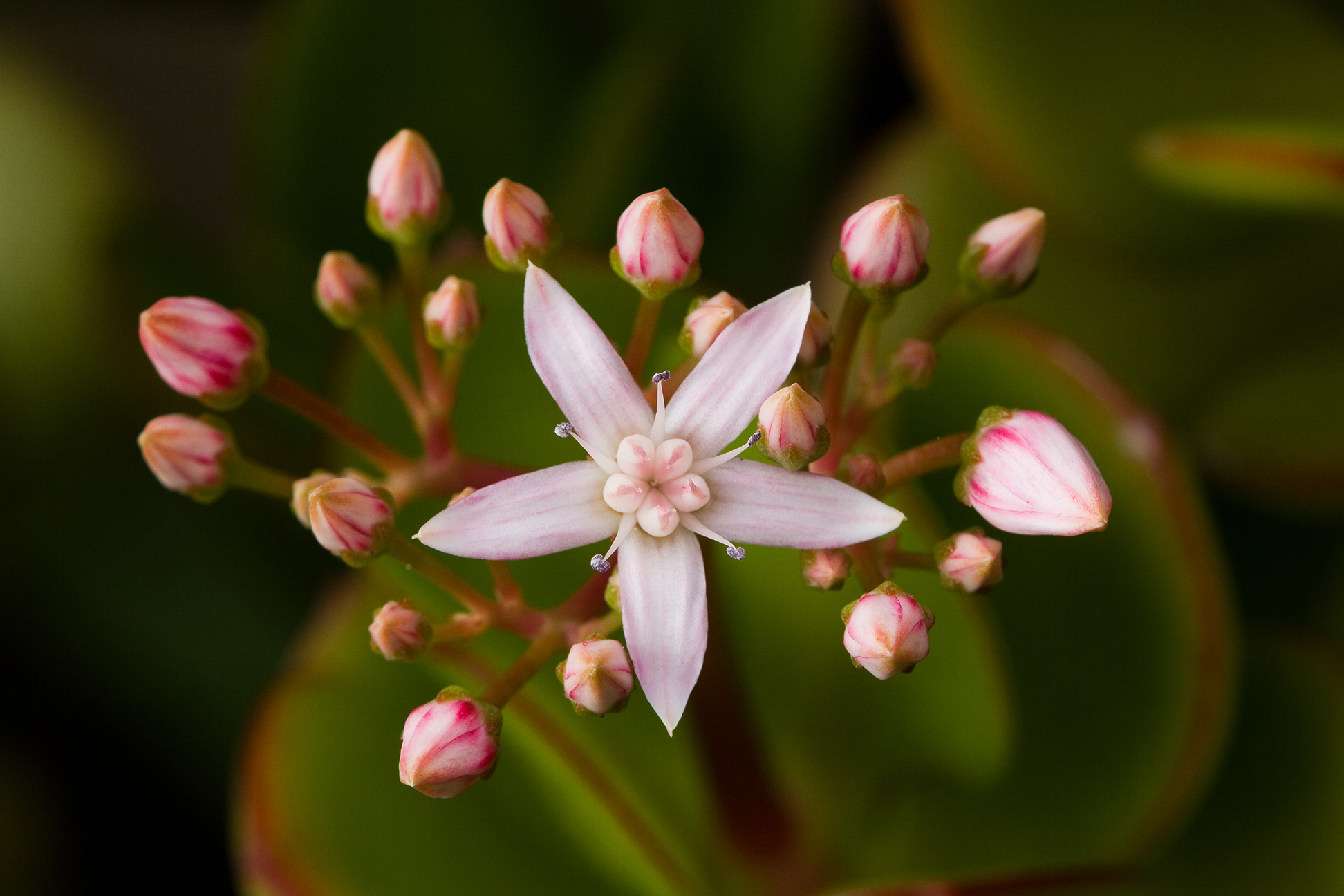
Pentamere bloem van Crassula ovata
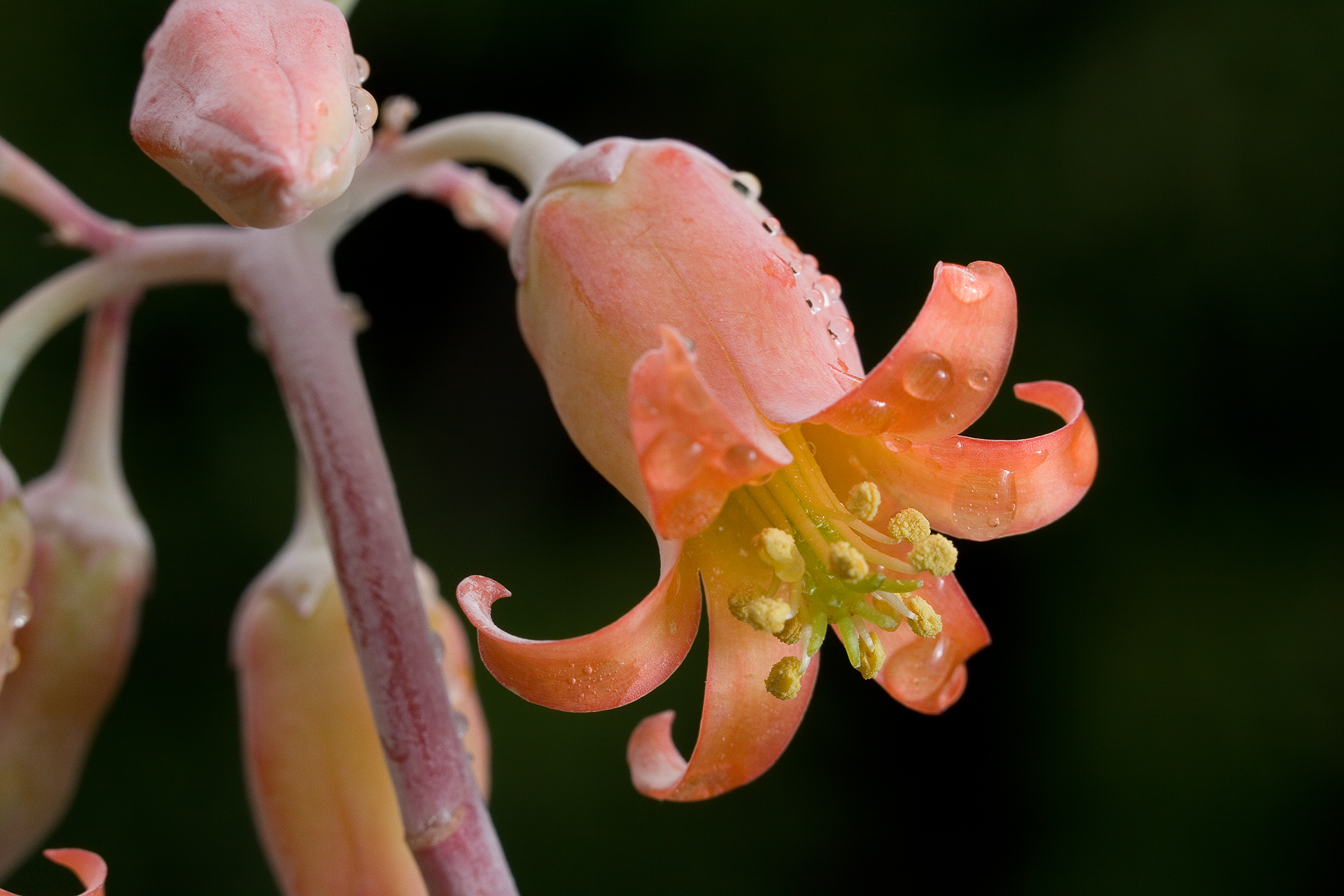
Hexamere bloem van Cotyledon orbiculata
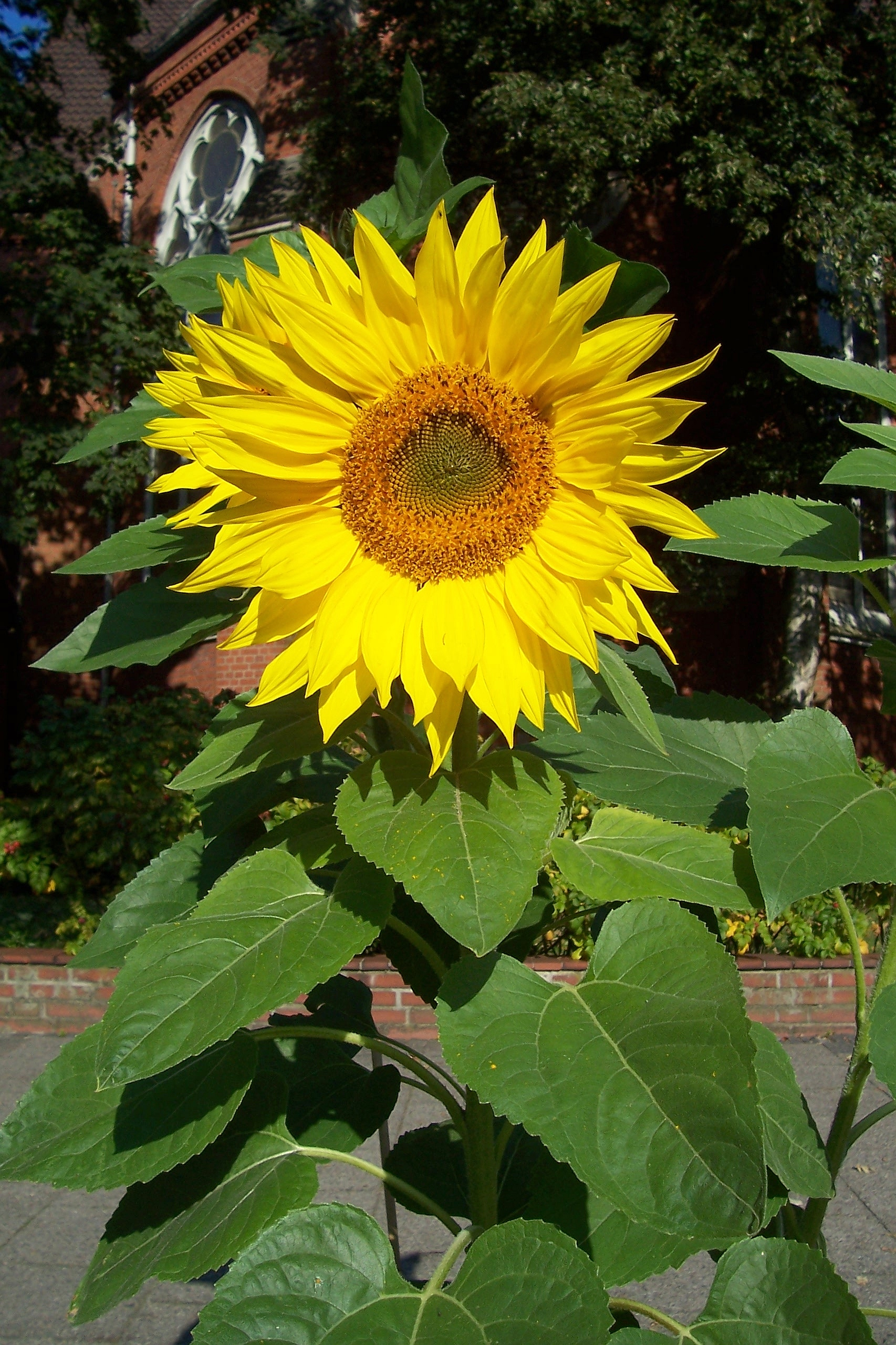
Veeltallig bloem van de zonnebloem
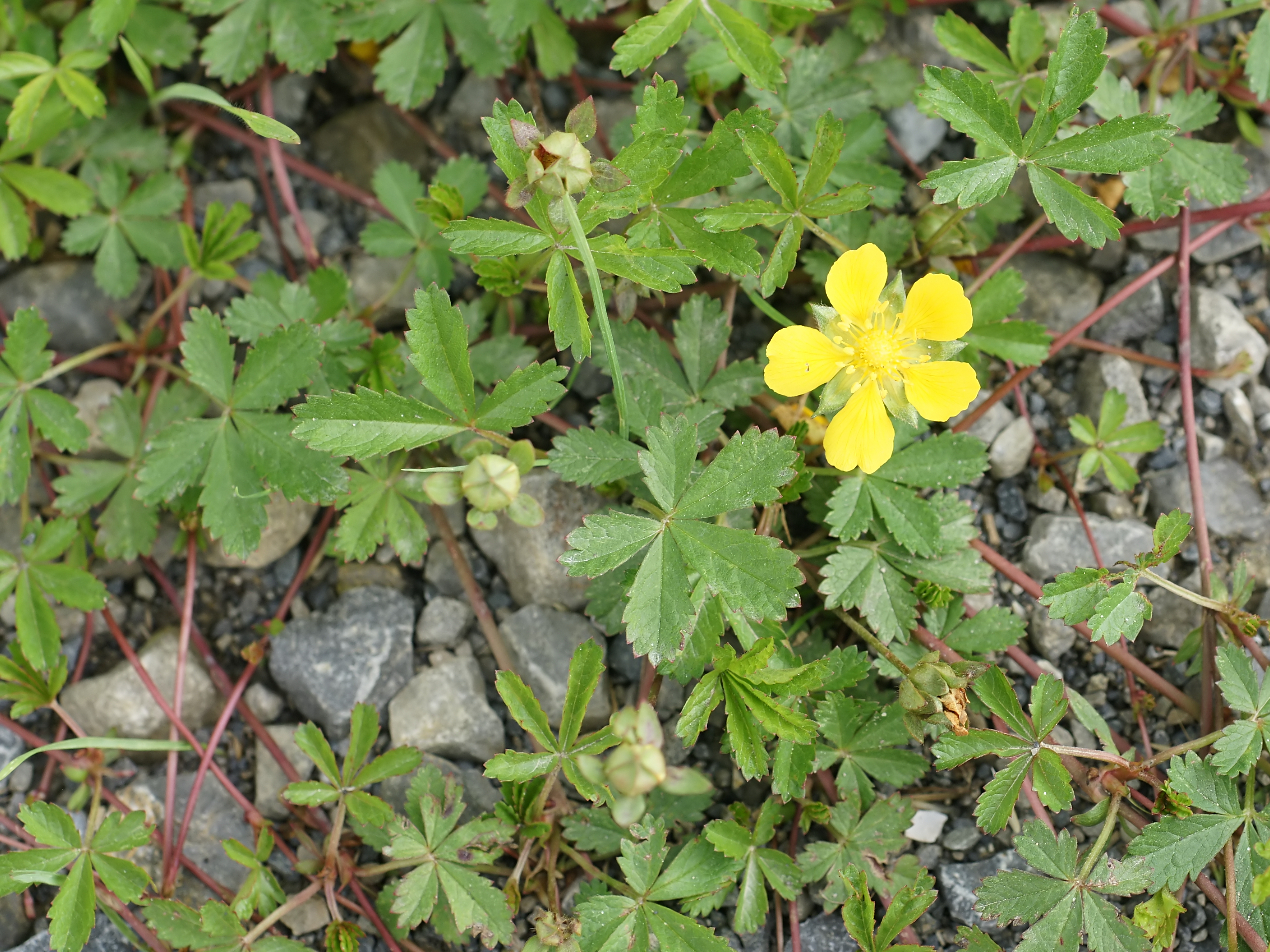
Vijftallig blad van vijfvingerkruid (Potentilla reptans)
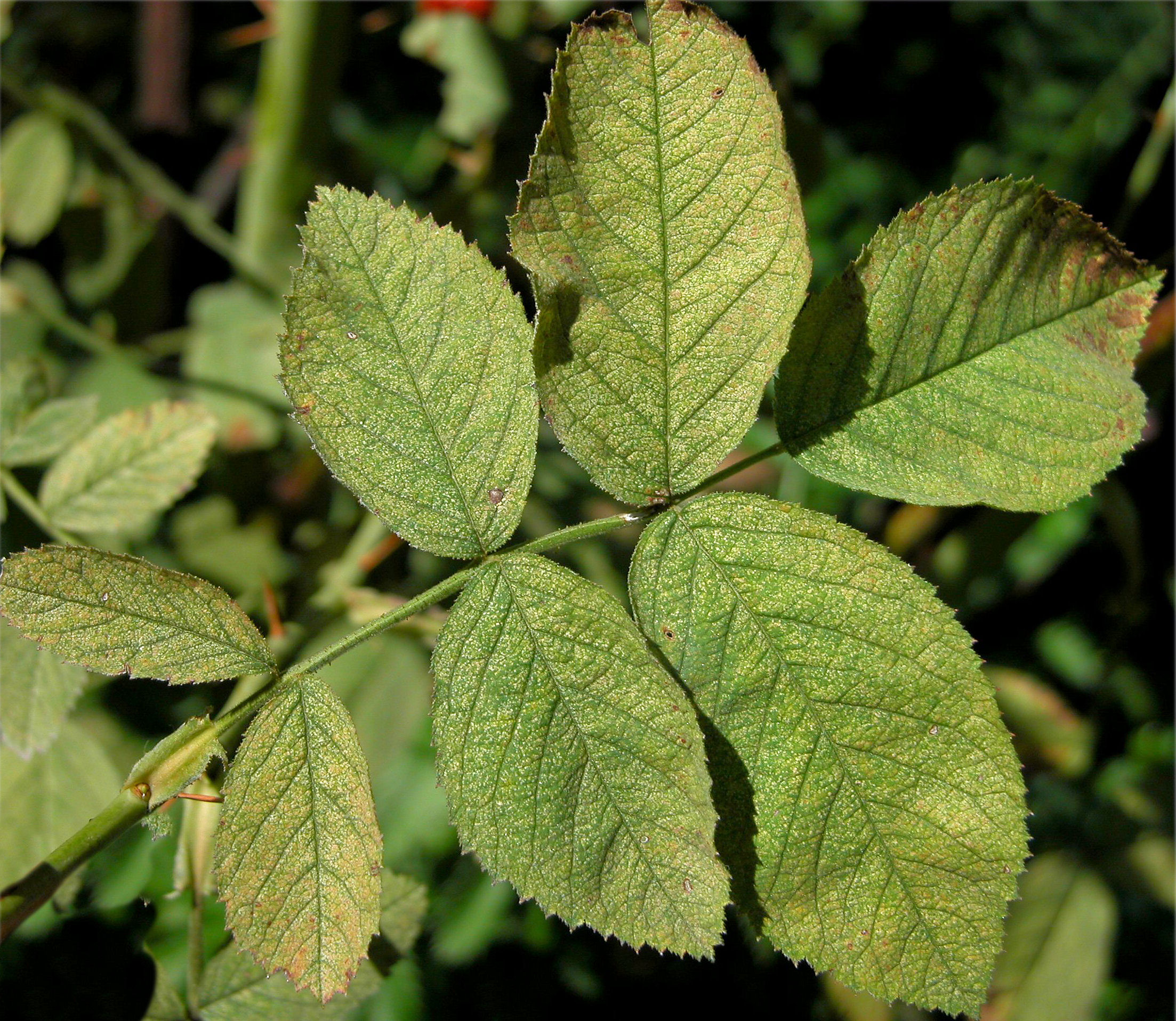
Zeventallig blad van viltroos
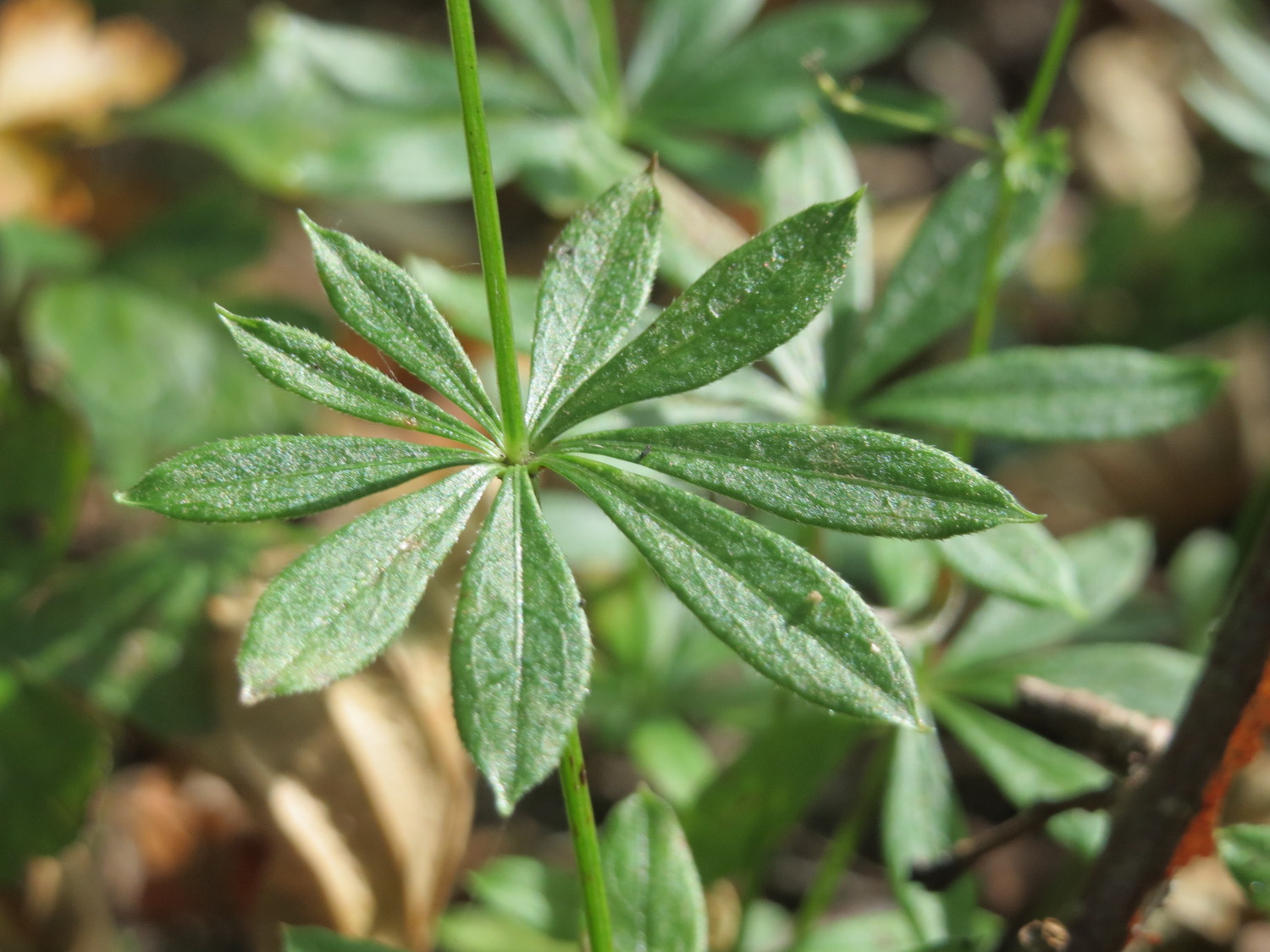
Tweetallige bladkrans met 4 tot 7 steunblaadjes van lievevrouwebedstro
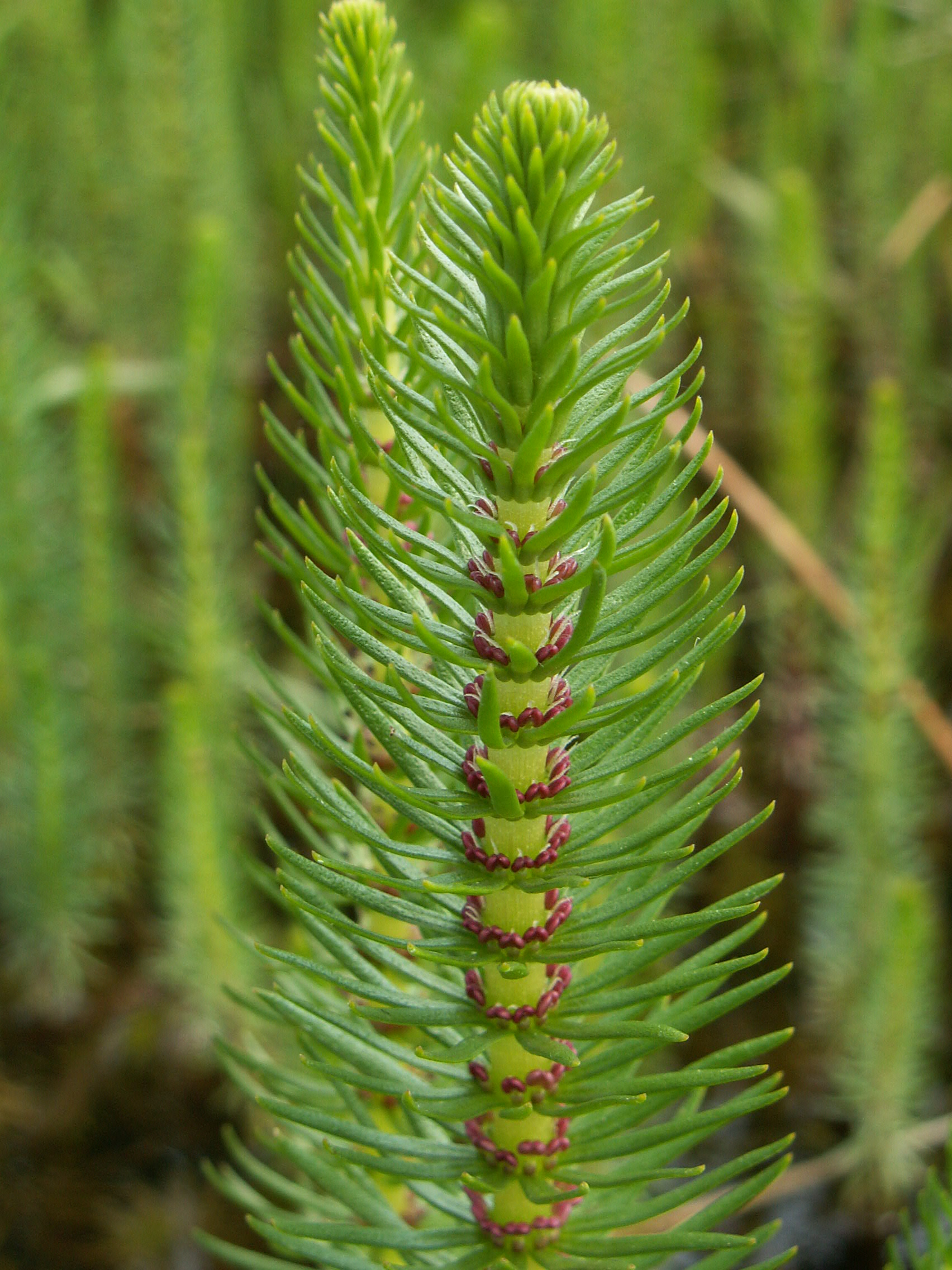
Bladkrans van 6 tot 12 bladeren van lidsteng
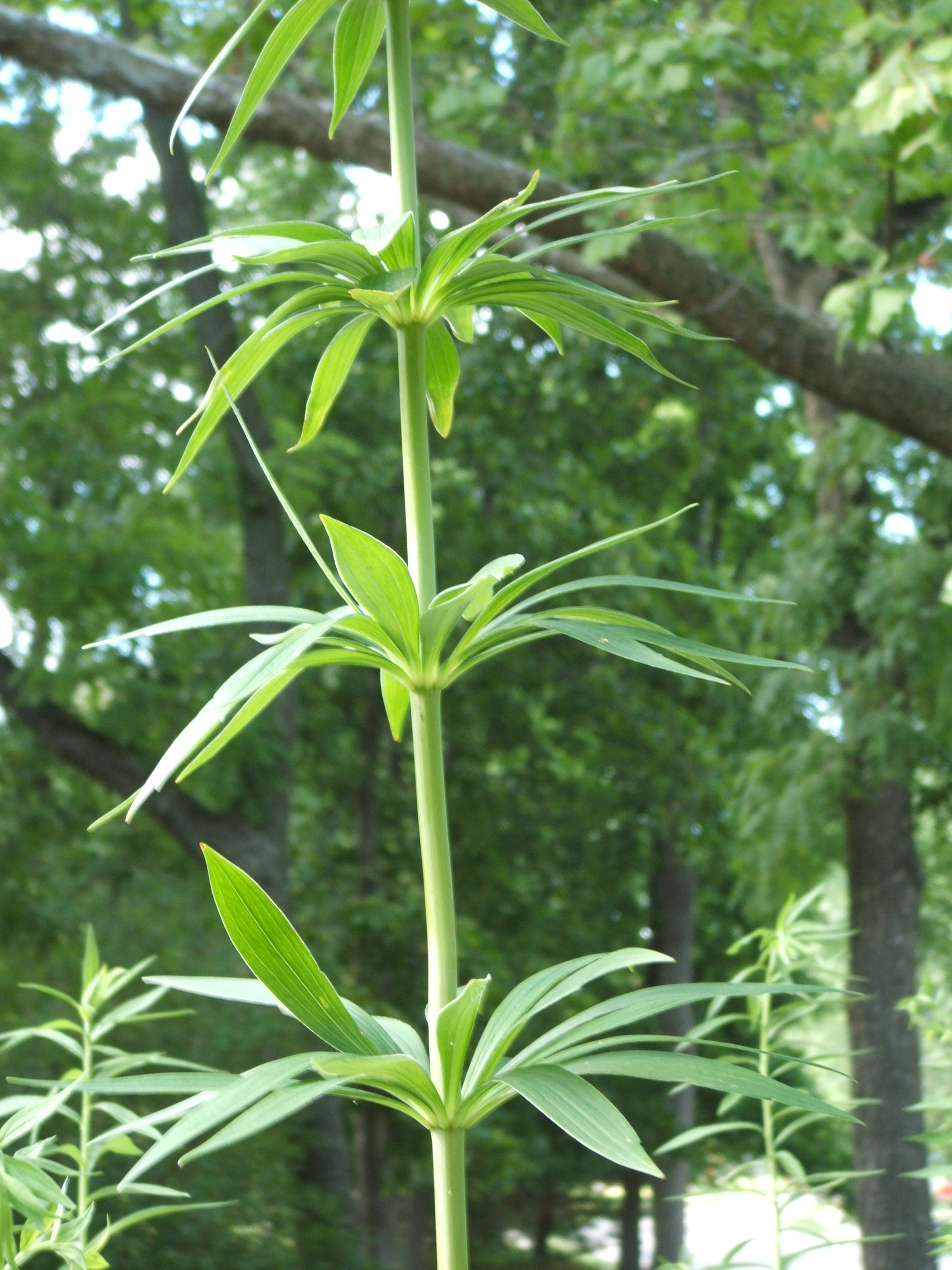
Bladkrans van 5 tot 9 bladeren van Lilium michiganense